# Wiktor Osiecki

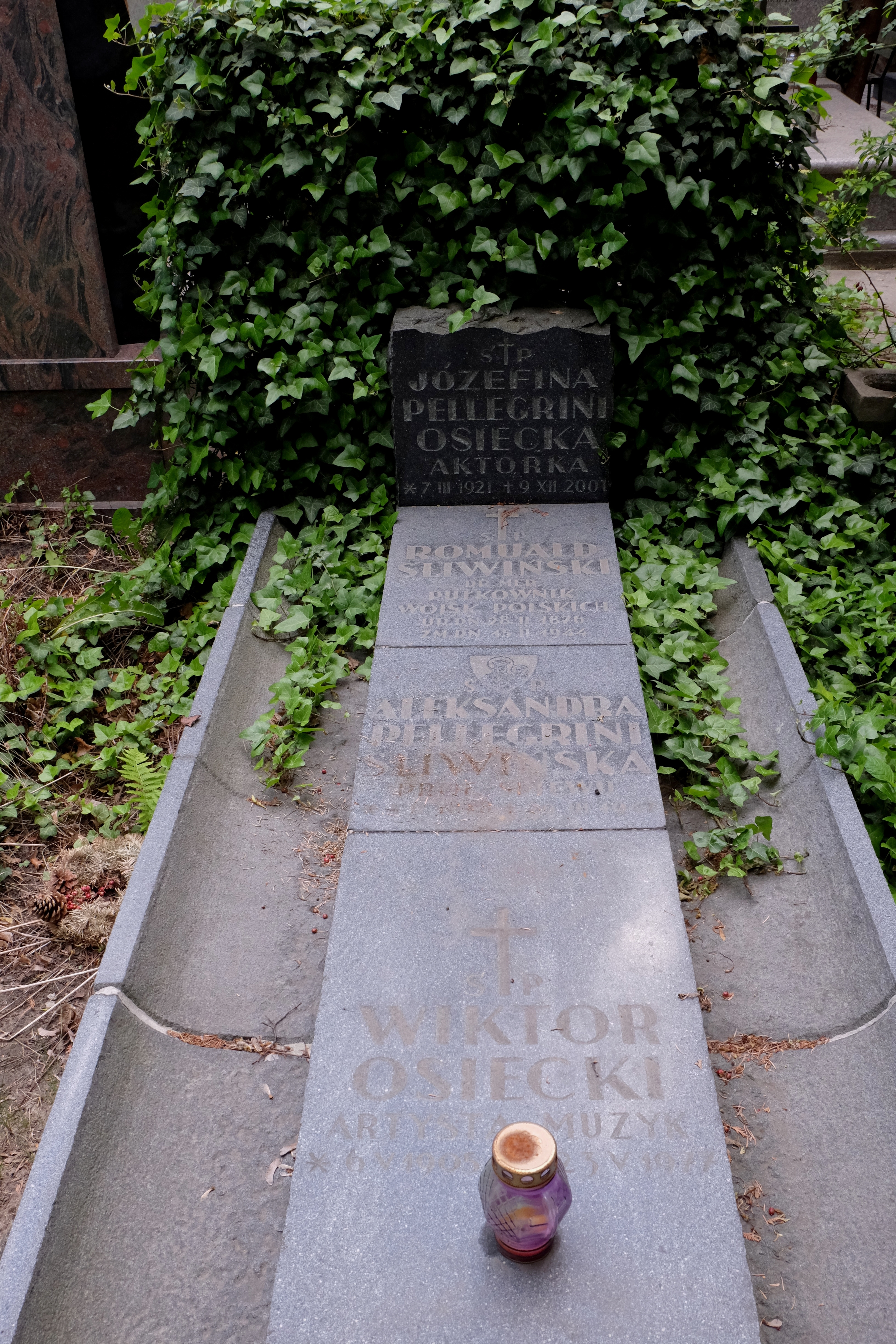
Grób Wiktora Osieckiego na Cmentarzu Wojskowym na Powązkach w Warszawie

Wiktor Osiecki (ur. 6 maja 1905 w Belgradzie, zm. 23 maja 1977 w Warszawie) – polski pianista i kompozytor, kierownik muzyczny warszawskich teatrów „Praskie Oko” (1933–1934) i Syrena (1958–1971).

## Życiorys
Wychowywał się w domu ojca, Stefana (Polaka pochodzenia węgierskiego), i macochy, Marii Strasser – śpiewaczki Opery Wiedeńskiej. Matka Wiktora Osieckiego, Wiktoria z Oreszkiewiczów, była córką rumuńskiej Wołoszki i Serba.
Osiecki był odrzucany przez rówieśników z powodu dziedzicznej choroby skóry, a pociechę znalazł w muzyce. Już jako młody człowiek został cenionym pianistą. Szybko się usamodzielnił, wyjeżdżając do Lwowa. Wiele podróżował po Europie. W latach 1933–1934 był kierownikiem muzycznym (wraz z Zygmuntem Białostockim) warszawskiego teatru „Praskie Oko”, a od 1958 do 1971 tę samą funkcję pełnił w stołecznym Teatrze Syrena. 
Był żonaty z Marią Sztechman, z którą miał córkę, Agnieszkę Osiecką. Rozwiedli się w 1952. Jego drugą żoną została śpiewaczka Józefina Pellegrini.
Pochowany na Cmentarzu Wojskowym na Powązkach w Warszawie (kwatera A21-3-3).